# Усть-Соболевское сельское поселение
Усть-Соболевское сельское поселение — сельское поселение в Тернейском районе Приморского края.
Административный центр — село Усть-Соболевка.

## История
Статус и границы сельского поселения установлены Законом Приморского края от 6 августа 2004 года № 133-КЗ «О Тернейском муниципальном районе»

## Население
| 2010 | 2011 | 2012 | 2013 | 2014 | 2015 | 2016 |
| ---- | ---- | ---- | ---- | ---- | ---- | ---- |
| 238  | ↘237 | ↘226 | ↗227 | ↗229 | ↘227 | ↘226 |
| 2017 | 2018 | 2019 | 2020 |      |      |      |
| ↘222 | ↘215 | ↘213 | ↘199 |      |      |      |

## Состав сельского поселения
В состав сельского поселения входит один населённый пункт — село Усть-Соболевка.

## Местное самоуправление
Глава администрации: Недорезов Александр Маркович
Адрес: 692164, с. Усть-Соболевка, ул. Советская, 16 8 
Телефон: (42374) 35-7-16